# 曼因斯科耶湖
60°45′10″N 60°27′10″E / 60.7528°N 60.4528°E
曼因斯科耶湖（俄语：Маньинское），是俄羅斯的湖泊，位於該國中西部斯維爾德洛夫斯克州，處於伊夫傑利以北6公里，長0.98公里、寬0.73公里，面積0.7平方公里，海拔高度89.2米。